# Egil Eide
Egil Næss Eide, född 24 augusti 1868 i Haugesund i Norge, död 13 december 1946 i Sverige, var en norsk skådespelare och regissör. Han var från 1909 gift med sopransångerskan Kaja Eide, född Hansen (född 1884).
Eide arbetade först en tid i Amerika, kom hem till Norge 1893 och debuterade som skådespelare 1894 i Bergen som Axel i Axel och Valborg. Han spelade 1897 på Centralteatret i Kristiania och var från 1898 anställd vid Nationaltheatret i Kristiania, och deltog i dess Stockholmsgästspel 1903 och 1916. Eide deltog även i en mängd egna turnéer i Norge och Sverige. 
Bland hans roller märks Oidipus i Sofokles pjäs Kung Oidipus, Othello, Macbeth, Rikard III, Karl Moor i Rövarbandet, Filip II i Don Carlos, Nils Lykke i Fru Inger till Östråt, Skule och Haakon i Kongsemnerne, Brand, Peer Gynt, Steensgaard i De unges forbund, Julian i Kejser og Galilær, Bernick i Samfundets støtter, doktor Stockman i En folkefiende, Rubek i Naar vi døde vaagner, Bothwell i Maria Stuart i Skottland, Sigurd Jorsalfar, Sigurd Slembe, Bratt i Over evne, Dag i Daglannet, Hadeln i Kjærlighedens tragedie, kung Volmer i Gurre, Mäster Olof, Lindkvist i Påsk och Swedenhjelm i Swedenhielms.

## Regi
- 1917 – Fru Bonnets felsteg
- 1917 – Envar sin egen lyckas smed

## Filmografi
- 1913 – Gränsfolken
- 1914 – Skottet
- 1914 – Prästen
- 1914 – För sin kärleks skull
- 1915 – Mästertjuven
- 1915 – Judaspengar
- 1915 – En förvillelse
- 1915 – När konstnärer älska
- 1916 – Skepp som mötas
- 1916 – Vingarne
- 1917 – Fru Bonnets felsteg
- 1917 – Envar sin egen lyckas smed
- 1919 – Synnöve Solbakken
- 1920 – Fiskebyn
- 1920 – Bodakungen
- 1923 – Norrtullsligan
- 1932 – Fantegutten
- 1935 – Samhold må til (kortfilm)

## Teater

### Roller (ej komplett)
| År   | Roll       | Produktion                                                   | Regi           | Teater                  |
| ---- | ---------- | ------------------------------------------------------------ | -------------- | ----------------------- |
| 1909 | Marc-Arron | Ett revolutionsbröllop (Revolutionsbryllup) Sophus Michaëlis | Emil Strömberg | Folkteatern, Lorensberg |